# Brihanmumbai Electric Supply and Transport

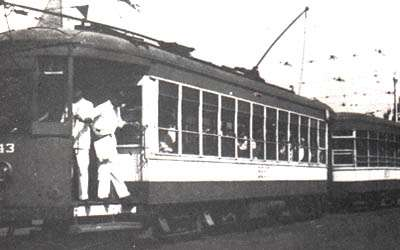
Straßenbahn der BEST, frühes 20. Jh.

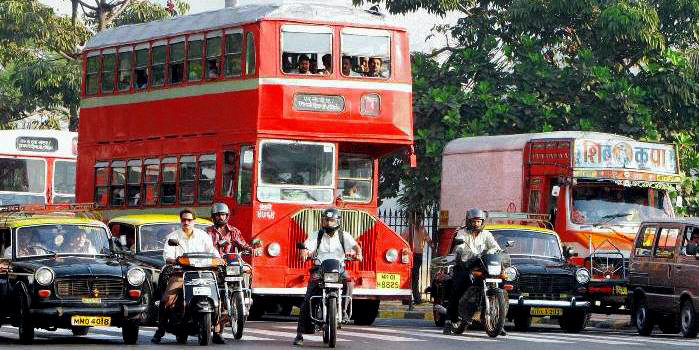
Seit 1937 betreibt die BEST auch Doppelstockbusse

Bei der Brihanmumbai Electric Supply and Transport, abgekürzt BEST (zu deutsch etwa: Energieversorgung und Nahverkehr für Groß-Mumbai), handelt es sich um die städtischen Nahverkehrs- und Elektrizitätsbetriebe der indischen Metropole Mumbai. Die staatseigene Organisation, die 1873 gegründet wurde, betreibt einen der größten städtischen Busparks Indiens. Ursprünglich eine Straßenbahngesellschaft, entwickelte sich aus der Gesellschaft 1905 ein Elektrizitätsversorger und 1926 zusätzlich ein Busunternehmen. BEST wird von der Stadtgemeinde als eigenständiges Unternehmen betrieben.
Das Busunternehmen bedient nahezu das gesamte Stadtgebiet und ist teilweise auch über die Stadtgrenze hinaus tätig. Zusätzlich zu den Bussen betreibt die BEST auch einen Fährverkehr. Die Elektrizitätsabteilung der Organisation ist einer der wenigen Elektrizitätsbetriebe in Indien, die einen Jahresüberschuss erwirtschaften. Bis 1995 stand die Abkürzung BEST für Bombay Electricity Supply and Transport (Bombays Energieversorgung und Nahverkehr). Nachdem der Name der Stadt formal von Bombay zu Mumbai geändert wurde, wurde diesem mit der Änderung der Bezeichnung des Unternehmens in Brihanmumbai Electric Supply and Transport Rechnung getragen. Brihanmumbai bedeutet so viel wie Groß-Mumbai.

## Fahrzeuge
1936 war die Gesellschaft im Besitz von 433 Straßenbahnwagen und 128 Omnibussen. Im Mai 2023 waren 3228 Busse im Einsatz.